# アマゾンチドメグサ
アマゾンチドメグサ (Hydrocotyle leucocephala) は、南米原産のウコギ科（旧来の分類ではセリ科）チドメグサ属に属する多年草。

## 生態
湿地帯など、水分が豊富な場所に自生する。

## 育成
水中でも生長可能で、水草としては比較的入手しやすく水槽内でも育成しやすいため、アクアリウムのレイアウトによく用いられる。
二酸化炭素の添加や高光量は不要だが、節目から芽を出すため、液体肥料を与えると有効である。